# František Mareš (fotbalista, 1936)
František Mareš (* 24. února 1936) je bývalý český fotbalový záložník.

## Fotbalová kariéra
V československé lize hrál za Spartak Praha Stalingrad (dobový název Bohemians) a Jednotu Žilina. Dal 1 ligový gól.

## Ligová bilance
| Ročník                                   | Zápasy | Góly | Minuty | Klub                        |
| ---------------------------------------- | ------ | ---- | ------ | --------------------------- |
| 1. československá fotbalová liga 1960/61 | 1      | 0    | 90     | TJ Spartak Praha Stalingrad |
| 1. československá fotbalová liga 1966/67 | 14     | 1    | 1 260  | TJ Jednota Žilina           |
| CELKEM                                   | 15     | 1    | 1 350  |                             |